# 뉴로트라이브

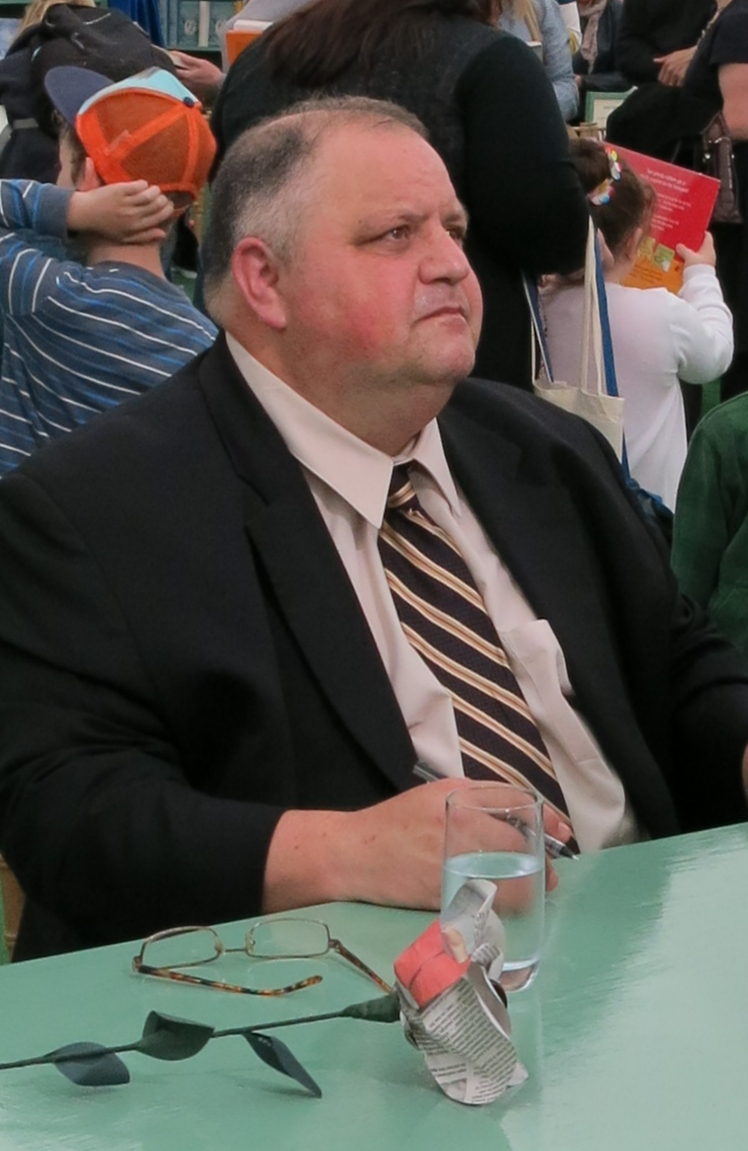

뉴로트라이브(NeuroTribes)는 스티브 실버만이 자폐와 신경다양성을 주제로 쓴 책이다. 2015년에 출간되었으며, 한국어판은 2018년에 출간되었다. 2015년 11월 2일 영국의 논픽션상인 사무엘존슨상을 수상하였다. 2018년 10월 26일과 29일에 한국어판 역자 강병철이 북콘서트를 개최하였다.

## 평가
뉴욕 타임즈 북 리뷰에서 제니퍼 세니어는 이 책이 "아름답게 말하며, 인간답고, 중요하다"라고 평가하였다. 2018년 경향신문이 선정한 "올해의 책 10"에도 선정되었다.

## 각색
2017년 파라마운트 픽쳐스는 뉴로트라이브에 대한 권리를 인수하여 브로드웨이 비디오와 함께 이 책을 영화로 제작할 의향을 밝혔다.

## 같이 보기
- 자폐 권리 운동